# 国新健康
国新健康保障服务集团股份有限公司 （深交所：000503），是中華人民共和國深圳证券交易所的一家上市公司，主营业务范围为医保综合管理服务。
1986年，海虹控股成立。1992年在深圳證券交易所上市。
2011年，该公司主营业务收入为162850417.94元，公司净利润为18000706.01元，公司总资产为1419662058.80元。
2017年，中国国有资本风险投资基金股份有限公司成为海虹控股的实际控制人，并将海虹控股更名为国新健康保障服务集团股份有限公司。海虹控股由民营企业转变为国资控股的上市公司。